# Anthurium anorianum
Anthurium anorianum Croat, 1991 è una pianta della famiglia delle Aracee, endemica della Colombia.